# 中澤佳子
中澤 佳子（なかざわ けいこ、1973年1月5日 - ）は、SBC信越放送のアナウンサー。

## 略歴
長野県上田市出身。上田市立西小学校、上田市立第三中学校、長野県上田高等学校、日本女子大学卒業。1996年入社。高校時代は茶道部とギター・マンドリン部に所属。大学時代にミス川崎に選ばれた。2008年6月から産休を取っていたが、11月に復帰。長野市民新聞に「どこでもスタジオ」を連載しており、そのコラムを単行本としてまとめた「中澤佳子の このママ子育て ―大吟醸、おいしく仕込んでます―」（信濃毎日新聞社）を2017年3月に出版。2023年4月1日付けで、堀内哲也の後任で、部次長から同局情報センターアナウンス部長に昇進。

## 著作
- 中澤佳子 『中澤佳子の このママ子育て ―大吟醸、おいしく仕込んでます―』（信濃毎日新聞社、2017年） ISBN 4784073035[2]

## 現在の担当番組

### SBCラジオ
- 中澤佳子のうっぴぃステーション（MC、2009年10月 - ）
- 坂ちゃんのずくだせえぶりでい（ずく女、火曜→月・火曜→火曜、2018年4月 - ）
- 局名告知（オープニング、クロージングともに担当）

### SBCテレビ
- ずくだせテレビ（MC、木曜・金曜、2016年10月 - ）
- SBCスペシャル（ナレーター）
- サステナブルうっぴぃ（MC、2022年10月 - ）
- 明日を造れ!ものづくりナガノ（MC）

## 過去の担当番組

### テレビ
- ほっとスタジオSBC
- ふれ愛センター
- Uパレード
- SBCニュースウィークリー
- SBCニュースワイド（土曜日）
- 信州まるごとワイド。キャッチ!
- NEWS キャッチ!
- SBC News6
- JNNふるさと紀行「見つけた!とっておきの信州 早春〜お出かけ食べルート〜」（2012年3月11日、BS-TBS）
- 『第64回諏訪湖祭湖上花火大会 完全中継』（2012年8月15日、BS-TBS）
- ナウまんぞうのメガホン
- 3時は!ららら♪
- 中澤佳子のウキウキ!HAPPY!ドライブ情報 うぴドラ

### ラジオ
- ともラジ（MC、2018年4月 - 2023年3月26日）
- おとなりラジオ あらら…
- 情報わんさか GO!GO!ワイドらじ☆カン
- サンデーミュージックBOX
- 駒ヶ根発ラジオ世界日記
- 歌のない歌謡曲